# Federico Crescentini
Pour les articles homonymes, voir Crescentini.
Federico Crescentini, né dans la ville de Saint-Marin, le 13 avril 1982 et mort le 13 décembre 2006 à Acapulco, est un footballeur de Saint-Marin des années 2000.

## Biographie

### En club
Neveu de Giorgio Crescentini (actuel président de la Fédération de Saint-Marin de football), il commence sa carrière en 2001, avec le SS Virtus, en première division saint-marinaise. Il ne gagnera aucun trophée avec ce club. 
Entre 2002 et 2004, il ne joue pour aucun club. En 2004, l'international saint-marinais signe à l'ASD Real Misano, club italien de sixième division italienne (Eccellenza Emilia-Romagna). Là aussi, il ne gagnera aucun trophée. Il y restera une année avant de revenir au pays, dans le club du SP Tre Fiori.

### En équipe nationale
Federico Crescentini est international saint-marinais à huit reprises entre 2002 et 2006, sans inscrire le moindre but. Il connaît sa première sélection en mai 2002, contre l'Estonie. Il fait les éliminatoires de la Coupe du monde 2006 et ceux de l'Euro 2008.

### Décès
Le 13 décembre 2006, Federico Crescentini se trouve au Mexique, dans l'État de Guerrero, et plus précisément à Acapulco, avec une amie. Alors qu'il tente de la sauver, il se noie. 
L'émotion est grande à Saint-Marin, et en son honneur, le stade du FC Fiorentino fut rebaptisé Stadio Federico Crescentini, le deuxième plus grand stade du pays.